# UAB Tele2
UAB Tele2 ist eine der größeren Telekommunikationsfirmen Litauens. Sie gehört zu der schwedischen Gruppe Tele2. 2013 erzielte das Unternehmen einen Umsatz von 514,6 Millionen Litas (149 Millionen Euro) und hatte 1,85 Millionen Kunden.

## Geschichte
1993 wurde das Unternehmen UAB Levi&Kuto gegründet. 1999 wurde es vom schwedischen Konzern NetCom gekauft.
Im Dezember 1999 begann der dritte litauische Mobilfunkanbieter TELE2 mit einem eigenen Netz.
2000 wurde UAB Levi&Kuto in UAB TELE2 umbenannt.